# Adiponektin
Adiponektin (GBP-28, apM1, AdipoQ, Acrp30) je protein koji je kod ljudi kodiran ADIPOQ genom. On učestvuje u regulaciji nivoa glukoze kao i u razlaganju masnih kiselina.

## Struktura
Adiponektin je 244 aminokiseline dug polipeptid. Postoje četiri distinktna regiona na adiponektinu. 
- kratka signalna sekvenca za koju se vezuju hormoni za sekreciju izvan ćelije
- kratki region koji je varijabilan između vrsta
- 65 aminokiselina dug region koji je sličan sa kolagenim proteinima
- globularni domen

Ovaj je gen sveukupno sličan sa komplementnim 1Q faktorima (C1Q). Njegova 3-dimenziona struktura globularnog regiona je veoma slična sa TNFα, mada sekvencie nisu srodne.